# Campionati europei di atletica leggera 1934 - 400 metri ostacoli
I 400 metri ostacoli maschili ai campionati europei di atletica leggera 1934 si sono svolti tra il 8 ed il 9 settembre 1934.

## Podio
| Oro     | Hans Scheele Germania      |
| Argento | Akilles Järvinen Finlandia |
| Bronzo  | Christos Mantikas Grecia   |

### Semifinali
Passano alla finale i primi tre atleti di ogni batteria (Q).

#### Semifinale 1
| Posizione | Nome              | Nazionalità | Tempo  | Note |
| --------- | ----------------- | ----------- | ------ | ---- |
| 1         | Hans Scheele      | Germania    | 55"4   | Q    |
| 2         | Christos Mantikas | Grecia      | 56"1   | Q    |
| 3         | Ernst Leitner     | Austria     | 56"5   | Q    |
| 4         | Mario Radaelli    | Italia      | 1'10"0 |      |

#### Semifinale 2
| Posizione | Nome               | Nazionalità | Tempo  | Note |
| --------- | ------------------ | ----------- | ------ | ---- |
| 1         | Akilles Järvinen   | Finlandia   | 57"2   | Q    |
| 2         | Luigi Facelli      | Italia      | 57"3   | Q    |
| 3         | Holger Albrechtsen | Norvegia    | 1'02"7 | Q    |

### Finale
| Pos.    | Nome               | Nazionalità | Tempo        | Note                                     |
| ------- | ------------------ | ----------- | ------------ | ---------------------------------------- |
| Oro     | Hans Scheele       | Germania    | 53"2         | Record dei campionati · Record nazionale |
| Argento | Akilles Järvinen   | Finlandia   | 53"7         | Record nazionale                         |
| Bronzo  | Christos Mantikas  | Grecia      | 54"9         | Record nazionale                         |
| 4       | Holger Albrechtsen | Norvegia    | 55"0         |                                          |
| 5       | Ernst Leitner      | Austria     | 55"2         | Record nazionale                         |
| 6       | Luigi Facelli      | Italia      | Nessun tempo |                                          |